# Calden
Calden je obec v okrese Kassel v severním Hesensku. Známé je především díky zámku Wilhelmsthal a letišti Kassel-Calden, které bylo otevřeno v roce 1970, po rozšíření a rekonstrukci je od dubna 2013 regionálním letištěm a od roku 2015 nese název Kassel Airport.

## Historie
Nejstarší známá písemná zmínka pochází z roku 1120 pod názvem "Chaldun".
V roce 1928 bylo začleněno zrušené panství Wilhelmsthal, zrušené panství zámku Wilhelmsthal a část zrušeného panství Grebenstein Forest.

## Známé osobnosti
- Otto von Bismarck (1815–1898) kancléř, čestným občanem od roku 1895
- Udo Schlitzberger (* 1946) politik
- Arno Backhaus (* 1950)
- Stefan Ortega Moreno (* 1992) fotbalový brankář